# Ascetomolgus plicatus
Genre
Espèce
Ascetomolgus plicatus, unique représentant du genre Ascetomolgus, est une espèce de copépodes de la famille des Rhynchomolgidae.

## Distribution
Cette espèce est endémique de Madagascar. Elle se rencontre dans l'océan Indien.
Ce copépode est associée à l'Alcyonacea Studeriotes semperi.

## Description
La femelle holotype mesure 0,85 mm et le mâle paratype 0,72 mm.

## Publication originale
- Humes & Stock, 1972 : Preliminary notes on a revision of the Lichomolgidae, cyclopoid copepods mainly associated with marine invertebrates. Bulletin of the Zoological Museum of the University of Amsterdam, vol. 2, no 12, p. 121-133.